# Gerard de Moorspolder
De Gerard de Moorspolder (op topografische kaarten foutief als: Gerard de Moorpolder aangeduid) is een polder ten noorden van Groede, behorende tot de Catspolders.
Voor de inundatie van 1583 lag hier de eind 13e eeuw ingedijkte Polder van Namen, vernoemd naar Jan I van Namen, Graaf van Vlaanderen. De polder werd herbedijkt in 1613, mede door toedoen van Jacob Cats. Hij heeft een oppervlakte van 133 ha en wordt begrensd door de Puijendijk, de Havendijk, de Gerard de Moorsweg en de Zwartegatse Kreek.